# Miguel Ángel Hurtado Delgado
Miguel Ángel Hurtado Delgado (Acopía, 28 de octubre de 1922 – Chacamayu, 13 de diciembre de 1951) fue profesor, periodista, músico peruano. Es el compositor de la famosa canción de huayno «Valicha» escrita en 1945.

## Biografía
Realizó sus estudios primarios en Sicuani y secundarios en el colegio de Ciencias del Cusco. También fue alumno de periodismo en la Pontificia Universidad Católica de Lima.
Trabajó como periodista y llegó a ser director del diario regional Acomayo.
Fue asesor de la Comisión Calificadora de Conjuntos Folklóricos de Bellas Artes, junto a José María Arguedas, en el Ministerio de Educación.
Entre sus composiciones más destacas, además de «Valicha», se encuentran «Tusuy», «Acorana», «Mamá María», «Sumaq ñusta» y «Paloma».
El compositor falleció soltero , tuvo una hija Paulina Hurtado.